# CEROレーティング教育・データベースソフトの一覧

「教育・データベース」指定ソフトに表示されるアイコン。

CEROレーティング教育・データベースソフトの一覧（セロレーティングきょういく・データベースソフトのいちらん）は、コンピュータエンターテインメントレーティング機構（CERO）によるレーティングで、CERO：教育・データベースに指定されているソフトの一覧。

## 概要
CERO倫理規定に基づく「教育・データベース」ソフトの特徴として、「教育系」および「データベース系」のソフトに二分し、それぞれの目的に適合するものとされる。「教育・データベース」に指定されたソフトの第1号はPlayStation Portable用「みんなの地図」（発売元：ゼンリン、2006年4月20日発売）だが、その後も「CERO：A（全年齢対象）」のゲームソフトとして発売されている学習・参考書系のソフトもある（2010年8月現在）。
「CERO：A（全年齢対象）」から「CERO：Z（18才以上のみ対象）」のように対象年齢の設定はされず、ゲームとして扱われることがないため、購入を規制する対象とならない。

## 任天堂 ハード
ゲームボーイアドバンスとニンテンドー ゲームキューブには該当ソフトが存在しない。

### Nintendo Switch
- ナビつき! つくってわかる はじめてゲームプログラミング（発売元：任天堂、2021年6月11日発売）
- 漢検スマート対策（発売元：イマジニア、2022年12月8日発売）
- プチコン4号 SmileBASIC（発売元：スマイルブーム、2019年5月23日配信開始）

### Wii U
該当ソフト無し。

#### Wii U ダウンロードソフト
- ドットペイント（発売元：レイニーフロッグ、2015年12月2日配信開始）
- プチコンBIG（発売元：スマイルブーム、2016年12月14日配信開始）

### ニンテンドー3DS
- Earthpedia（発売元：学研、2012年4月19日発売）
- キッパーの英語教室シリーズ（発売元：アイイーインスティテュート）
  - キッパーのえいご教室 Floppy's Phonics vol.1 キッパー編（2013年7月4日発売）
  - キッパーのえいご教室 Floppy's Phonics vol.2 ビフ編（2013年7月4日発売）
  - キッパーのえいご教室 Floppy's Phonics vol.3 チップ編（2013年7月4日発売）
- 子供に安心して与えられるゲームシリーズ（発売元：アルケミスト）
  - 子供に安心して与えられるゲームシリーズ 世界名作童話 親子で読めるゲーム絵本 プリンセス編（2013年11月28日発売）
  - 子供に安心して与えられるゲームシリーズ 世界名作童話 親子で読めるゲーム絵本 冒険編（2013年11月28日発売）
- 熟語 速引辞典（発売元：アルトロン、2014年6月26日発売）
- そろばん・あんざん・フラッシュ暗算シリーズ（発売元：クロン）
  - 初心者から日本一まで そろばん・あんざん・フラッシュ暗算（2013年3月28日発売）
  - そろばん・あんざん・フラッシュ暗算 完全版（2014年12月4日発売）
- 公益財団法人 日本漢字能力検定協会 漢検トレーニング（発売元：ロケットカンパニー、2014年9月25日発売）
- 花といきもの立体図鑑（発売元：任天堂、2011年9月29日発売）

#### ニンテンドー3DS ダウンロードソフト
- EYERESH for ニンテンドー3DS 眼のストレッチ&トレーニング（発売元：リメディア、2016年8月31日配信）
- 動かそう! ちびキャラ工房（発売元：Collavier、2016年10月26日配信）
- お絵かきを飼うソフト CahiEr 〜飼い絵〜 水そうバージョン（発売元：想、2016年9月28日配信）
- ぐるたんシリーズ（発売元：メディアファイブ）
  - ぐるたん 大人の英単語（2014年11月5日配信開始）
  - ぐるたん 高校英単語（2014年11月5日配信開始）
  - ぐるたん 中学英単語（2014年11月5日配信開始）
- グレコからの挑戦状!シリーズ・大人 VS グレコシリーズ（発売元：メディアファイブ）
  - 大人 VS グレコ 漢字の塔とオバケたち 完全フルセット（2014年1月22日配信開始）
  - 大人 VS グレコ 漢字の塔とオバケたち 激ムズ編（2014年1月22日配信開始）
  - 大人 VS グレコ 漢字の塔とオバケたち 常識編（2014年1月22日配信開始）
  - 大人 VS グレコ 漢字の塔とオバケたち ちょいムズ編（2014年1月22日配信開始）
  - グレコからの挑戦状! 英単語の島とオバケたち STEP1（2013年11月6日配信開始）
  - グレコからの挑戦状! 英単語の島とオバケたち STEP2（2013年11月6日配信開始）
  - グレコからの挑戦状! 英単語の島とオバケたち STEP3（2013年11月20日配信開始）
  - グレコからの挑戦状! 英単語の島とオバケたち STEP4（2013年11月6日配信開始）
  - グレコからの挑戦状! 漢字の館とオバケたち 小学1年生（2013年7月3日配信開始）
  - グレコからの挑戦状! 漢字の館とオバケたち 小学2年生（2013年7月3日配信開始）
  - グレコからの挑戦状! 漢字の館とオバケたち 小学3年生（2013年7月3日配信開始）
  - グレコからの挑戦状! 漢字の館とオバケたち 小学4年生（2013年7月3日配信開始）
  - グレコからの挑戦状! 漢字の館とオバケたち 小学5年生（2013年7月3日配信開始）
  - グレコからの挑戦状! 漢字の館とオバケたち 小学6年生（2013年7月3日配信開始）
  - グレコからの挑戦状! 計算の城とオバケたちシリーズ かけ算（2013年8月21日配信開始）
  - グレコからの挑戦状! 計算の城とオバケたちシリーズ たし算（2013年8月21日配信開始）
  - グレコからの挑戦状! 計算の城とオバケたちシリーズ ひき算（2013年8月21日配信開始）
  - グレコからの挑戦状! 計算の城とオバケたちシリーズ わり算（2013年8月21日配信開始）
- Colors! 3D（発売元：アークシステムワークス、2013年8月21日配信開始）
- 漢検トレーニングシリーズ（発売元：ロケットカンパニー）
  - 公益財団法人 日本漢字能力検定協会 漢検トレーニング 1級 準1級 2級（2015年1月14日配信開始）
  - 公益財団法人 日本漢字能力検定協会 漢検トレーニング 3級（2015年1月14日配信開始）
  - 公益財団法人 日本漢字能力検定協会 漢検トレーニング 4級（2015年1月14日配信開始）
  - 公益財団法人 日本漢字能力検定協会 漢検トレーニング 5級（2015年1月14日配信開始）
  - 公益財団法人 日本漢字能力検定協会 漢検トレーニング 6級（2015年1月14日配信開始）
  - 公益財団法人 日本漢字能力検定協会 漢検トレーニング 7級（2015年1月14日配信開始）
  - 公益財団法人 日本漢字能力検定協会 漢検トレーニング 8級（2015年1月14日配信開始）
  - 公益財団法人 日本漢字能力検定協会 漢検トレーニング 9級 10級（2015年1月14日配信開始）
  - 公益財団法人 日本漢字能力検定協会 漢検トレーニング 準2級（2015年1月14日配信開始）
- コミック工房シリーズ（発売元：Collavier）
  - コミック工房（2014年1月15日配信開始）
  - コミック工房2（2015年2月25日配信開始）
- KORG DSN-12（発売元：DETUNE、2014年6月25日配信開始）
- 新みんなの塗り絵シリーズ（発売元：Collavier）
  - 新みんなの塗り絵 シナモロール（2016年12月14日配信開始）
  - 新みんなの塗り絵 Hello Kitty（2016年11月30日配信開始）
  - 新みんなの塗り絵 マイメロディ（2016年12月7日配信開始）
  - 新みんなの塗り絵 Little Twin Stars（2016年12月7日配信開始）
- ドットペイント（発売元：レイニーフロッグ、2016年6月29日配信開始）
- ニンテンドー3DSガイド ルーヴル美術館（発売元：任天堂、2013年11月27日配信開始）
- プチコン3号 SmileBASIC（発売元：スマイルブーム、2014年11月19日配信開始）
- マル合格!シリーズ（発売元：メディアファイブ）
  - マル合格! FP2級 平成26-27年度版（2014年11月26日配信開始）
  - マル合格! FP3級 平成26-27年度版（2014年11月26日配信開始）
  - マル合格! ITパスポート試験 平成26年度版（2014年4月2日配信開始）
  - マル合格! ITパスポート試験 平成27年度版（2015年9月30日配信開始）
  - マル合格! 医療事務 診療報酬請求事務能力認定試験(医科)（2015年3月25日配信開始）
  - マル合格! 応用情報技術者試験（2013年5月8日配信開始）
  - マル合格! 応用情報技術者試験 平成26年度版（2014年3月26日配信開始）
  - マル合格! 応用情報技術者試験 平成28年度版（2016年3月2日配信開始）
  - マル合格! 介護福祉士試験 平成26年度版（2014年7月23日配信開始）
  - マル合格! 介護福祉士試験 平成27年度版（2015年8月19日配信開始）
  - マル合格! 介護福祉士試験 平成28年度版（2015年11月2日配信開始）
  - マル合格! 基本情報技術者試験（2013年5月8日配信開始）
  - マル合格! 基本情報技術者試験 平成26年度版（2014年3月26日配信開始）
  - マル合格! 基本情報技術者試験 平成28年度版（2016年2月17日配信開始）
  - マル合格! 行政書士試験 （2013年7月10日配信開始）
  - マル合格! 行政書士試験 平成26年度版（2014年8月20日配信開始）
  - マル合格! 行政書士試験 平成28年度版（2016年3月2日配信開始）
  - マル合格! ケアマネジャー試験（2013年6月19日配信開始）
  - マル合格! ケアマネジャー試験 平成26年度版（2014年7月23日配信開始）
  - マル合格! ケアマネジャー試験 平成28年度版（2016年4月27日配信開始）
  - マル合格! 社会福祉士試験 平成26年度版（2014年11月5日配信開始）
  - マル合格! 社会福祉士試験 平成28年度版（2016年8月17日配信開始）
  - マル合格! 社労士試験 平成27年度版（2015年5月20日配信開始）
  - マル合格! 宅建試験（2013年6月5日配信開始）
  - マル合格! 宅建試験 平成26年度版（2014年5月21日配信開始）
  - マル合格! 宅建試験 平成27年度版（2015年4月22日配信開始）
  - マル合格! 宅建士試験 平成28年度版（2016年4月6日配信開始）
  - マル合格! 地方公務員上級 教養試験 2015年度版（2014年2月19日配信開始）
  - マル合格! 地方公務員上級 専門試験 2015年度版（2014年2月19日配信開始）
  - マル合格! 秘書検定（2013年8月7日配信開始）
  - マル合格! 簿記2級 仕訳ドリル 商業簿記･工業簿記（2015年1月7日配信開始）
  - マル合格! 簿記3級 仕訳ドリル（2014年12月24日配信開始）
- Musicverse バーチャル キーボード（発売元：レイニーフロッグ、2016年3月2日配信開始）
- Lola Pandaシリーズ（発売元：D3パブリッシャー）
  - LolaのABCパーティー（2014年3月19日配信開始）
  - ローラのさんすうでんしゃ（2013年3月19日配信開始）

### Wii
- モムチャンダイエットWii フィギュアロビクス by チョン・ダヨン（発売元：アイイーインスティテュート、2010年12月23日発売）

#### Wiiウェア 配信ソフト
- 漢検 みんなでわいわい漢字脳（発売元：アイイーインスティテュート、2010年11月30日配信開始）
- ゲームサウンドステーション（発売元：ガスト、2009年6月9日配信開始）
- こども教育テレビWii あいうえ・おーちゃん（発売元：ホームメディア、2009年4月28日配信開始）
- らくらく禁煙アプリWii 禁煙科の医者が教える7日でやめる方法（発売元：シルバースタージャパン、2009年7月14日配信開始）

### ニンテンドーDS
- 一般財団法人 日本漢字習熟度検定機構 公認 漢熟検DS（発売元：ナウプロダクション、2010年6月24日発売）
- エイタンザムライシリーズ（発売元：エデュケーショナルネットワーク）
  - 栄光ゼミナール公式DS教材 高校英単語 エイタンザムライDS（2009年6月11日発売）
  - 栄光ゼミナール公式DS教材 小学校英語 エイタンザムライDS（2009年3月26日発売）
  - 栄光ゼミナール公式DS教材 中学校英語 エイタンザムライDS（2009年3月26日発売）
  - 高校受験 英単語ゲットスルー1900 エイタンザムライDS（2007年10月11日発売）
- 英文多読DS世界の文学選集（発売元：アイイーインスティテュート、2009年2月19日発売）
- 英文多読DS世界の名作童話（発売元：アイイーインスティテュート、2009年2月19日発売）
- お墨つきシリーズ（発売元：マーベラスエンターテイメント）
  - 江戸文化歴史検定DS（2008年3月13日発売）
  - 食彩浪漫 家庭でできる!著名人・有名料理人のオリジナルレシピ（2007年10月11日発売）
  - 開一夫先生（東京大学）監修 すくすく子育てDS 赤ちゃんと遊ぼう!（2008年4月24日発売）
  - 松田忠徳 温泉教授監修 全国どこでも温泉手帳（2007年10月11日発売）
- 学研 新TOEICテスト完全攻略2（発売元：学研、2009年3月19日発売）
- 学研 ○○三昧DSシリーズ（発売元：学研）
  - 学研 えいご三昧DS（2009年11月26日発売）
  - 学研 タイ語・インドネシア語三昧DS（2010年10月14日発売）
  - 学研 中国語三昧DS（2008年7月10日発売）
  - 学研 中国語三昧DS 聴き&書きトレーニング（2011年3月17日発売）
  - 学研 ハングル三昧DS（2009年3月19日発売）
  - 学研 ハングル三昧DS 聴き&書きトレーニング（2011年3月17日発売）
  - 学研 ヨーロッパ4ヵ国語三昧DS（2010年3月11日発売）
- 学研 毎日のドリルDS めざせ!ミラクル小学1年生（発売元：学研、2008年6月19日発売）
- からだサポート研究所 糖尿病編（発売元：アークレイ、2008年10月1日発売）
- 環境時代の公式検定 eco検定DS 東京商工会議所監修（発売元：アルファ・ユニット、2008年10月30日発売）
- こうちゃんの幸せ!簡単!お料理レシピ（発売元：fonfun、2008年4月3日発売）
- 財団法人日本漢字能力検定協会協力 漢検 DSトレーニング（発売元：アイイーインスティテュート、2010年10月14日発売）
- 地震DS72時間（発売元：イオタ、2009年6月25日発売）
- 「女性の品格」塾DS 強く 優しく 美しく（発売元：PHP研究所、2008年10月23日発売）
- SIMPLE DSシリーズ（発売元：ディースリー・パブリッシャー）
  - SIMPLE DSシリーズ Vol.36 アルクで身につく! TOEICテスト 文法特訓編（2008年5月22日発売）
  - SIMPLE DSシリーズ Vol.37 アルクで身につく! TOEICテスト リスニング強化編（2008年5月22日発売）
  - SIMPLE DSシリーズ Vol.38 アルクで学ぶ! TOEICテスト はじめて編（2008年5月22日発売）
- スティーブ・ソレイシィの英会話ペラペラDSトレーニング（発売元：アイイーインスティテュート、2010年3月11日発売）
- スティーブ・ソレイシィのビジネス英会話ペラペラDSトレーニング（発売元：アイイーインスティテュート、2010年3月11日発売）
- ゼロからカンタン韓国語DS（発売元：アイイーインスティテュート、2010年4月8日発売）
- ゼロからカンタン中国語DS（発売元：アイイーインスティテュート、2010年4月8日発売）
- センター試験 英語リスニング 速習DS（発売元：エデュケーショナルネットワーク、2009年11月26日発売）
- 孫子の兵法DS（発売元：メディア・ファイブ、2009年6月4日発売）
- タカラトミーの“もしも!?”シリーズ
  - もしも!?禁煙するなら…（2008年11月27日発売）
  - もしも!?裁判員に選ばれたら…（2008年11月27日発売）
- タッチ de 你好 筆談くん（発売元：デジタル・メディア・ラボ、2008年7月10日発売）
- たのしい幼稚園 ことばとあそぼ!（発売元：コンパイルハート、2007年9月20日発売）
- 辻学園 辻クッキング監修 こはるのDSうちごはん。食事バランスガイドつき（発売元：コモリンク、2007年10月4日発売）
- 続けられない大人のためのメタボ脱出トレーニング（発売元：マイルストーン、2008年5月29日発売）
- DS文学全集シリーズ（発売元：任天堂）
  - DS文学全集（2007年10月18日発売）
  - 大人の恋愛小説 DSハーレクインセレクション（2010年2月25日発売）
- テイクアウト!DSシリーズ（発売元：ディースリー・パブリッシャー）
  - テイクアウト!DSシリーズ1 鉄道データファイル（2009年1月22日発売）
  - テイクアウト!DSシリーズ2 にっぽんの野鳥大図鑑（2009年2月26日発売）
- 得点力学習DSシリーズ（発売元：ベネッセコーポレーション）
  - 得点力学習DS 高校受験5教科パック（2008年1月31日発売）
  - 得点力学習DS 高校受験英語（2008年1月31日発売）
  - 得点力学習DS 高校受験国語（2008年1月31日発売）
  - 得点力学習DS 高校受験社会（2008年1月31日発売）
  - 得点力学習DS 高校受験数学（2008年1月31日発売）
  - 得点力学習DS 高校受験理科（2008年1月31日発売）
  - 得点力学習DS 中1英語（2012年2月20日発売）
  - 得点力学習DS 中1国語（2012年2月20日発売）
  - 得点力学習DS 中1数学（2012年2月20日発売）
  - 得点力学習DS 中1理科（2012年2月20日発売）
  - 得点力学習DS 中2英語（2012年2月20日発売）
  - 得点力学習DS 中2国語（2012年2月20日発売）
  - 得点力学習DS 中2数学（2012年2月20日発売）
  - 得点力学習DS 中2理科（2012年2月20日発売）
  - 得点力学習DS 中3英語（2012年2月20日発売）
  - 得点力学習DS 中3国語（2012年2月20日発売）
  - 得点力学習DS 中3数学（2012年2月20日発売）
  - 得点力学習DS 中3理科（2012年2月20日発売）
  - 得点力学習DS 中学公民（2012年2月20日発売）
  - 得点力学習DS 中学地理（2012年2月20日発売）
  - 得点力学習DS 中学歴史（2012年2月20日発売）
- 日本語検定DS（発売元：パオン、2008年4月24日発売）
- NEW HORIZON English Courseシリーズ（発売元：パオン）
  - NEW HORIZON English Course 1（2012年3月22日発売）
  - NEW HORIZON English Course 2（2012年3月22日発売）
  - NEW HORIZON English Course 3（2012年3月22日発売）
  - NEW HORIZON English Course 1 DS（2008年4月24日発売）
  - NEW HORIZON English Course 2 DS（2008年4月24日発売）
  - NEW HORIZON English Course 3 DS（2008年4月24日発売）
- フォニックスでみにつくえいご（発売元：マイスターヒーロー、2010年3月25日発売）
- ぷるるんっ!しずくちゃんシリーズ（発売元：マーベラスエンターテイメント）[1]
  - ぷるるんっ!しずくちゃん あはっ☆ DSドリル国語（2008年7月31日発売）
  - ぷるるんっ!しずくちゃん あはっ☆ DSドリル算数（2008年7月31日発売）
- 星澤幸子のてまなし楽ラクごはん（発売元：コモリンク、2009年4月16日発売）
- 母子手帳DS with "赤ちゃんマッサージ"（発売元：甲南電機製作所、2010年12月15日発売）
- マル合格資格奪取!シリーズ（発売元：メディアファイブ）
  - 新マル合格資格奪取! ITパスポート試験 基本情報技術者試験 応用情報技術者試験（2011年2月3日発売）
  - マル合格資格奪取! 2011年度版 FP技能検定試験2級・3級（2011年6月23日発売）
  - マル合格資格奪取! 2011年度版 行政書士試験（2011年4月7日発売）
  - マル合格資格奪取! 2011年度版 宅建試験（2011年3月3日発売）
  - マル合格資格奪取! FP技能検定試験2級・3級（2010年6月24日発売）
  - マル合格資格奪取! ITパスポート試験 基本情報技術者試験 応用情報技術者試験（2010年1月14日発売）
  - マル合格資格奪取! TAC公務員試験（2010年11月25日発売）
  - マル合格資格奪取! 介護福祉士試験（2011年8月18日発売）
  - マル合格資格奪取! 行政書士試験（2010年6月10日発売）
  - マル合格資格奪取! ケアマネジャー試験（2010年10月21日発売）
  - マル合格資格奪取! 社会福祉士試験（2011年7月21日発売）
  - マル合格資格奪取! 社労士試験（2010年12月16日発売）
  - マル合格資格奪取! 証券外務員二種（2010年9月2日発売）
  - マル合格資格奪取! 中小企業診断士試験（2010年9月2日発売）
  - マル合格資格奪取! 販売士検定試験2級・3級（2010年10月7日発売）
  - マル合格資格奪取!SPECIAL ITパスポート試験 基本情報技術者試験 応用情報技術者試験（2012年1月26日発売）
  - マル合格資格奪取!SPECIAL 介護福祉士試験（2012年9月6日発売）
  - マル合格資格奪取!SPECIAL 社会福祉士試験（2012年8月2日発売）
  - マル合格資格奪取!SPECIAL 社労士試験（2011年12月22日発売）
  - マル合格資格奪取!SPECIAL 宅建試験（2012年6月14日発売）
- みんなで読書シリーズ（発売元：ドラス）
  - みんなで体感読書DS チョーこわ〜い!学校の怪談（2010年8月19日発売）
  - みんなで読書DS ケータイ小説ですぅ〜（2008年12月25日発売）
  - みんなで読書DS 源氏物語+ちょっとだけ文学（2008年6月19日発売）
  - みんなで読書DS 捕物帳 半七&右門&安吾&顎十郎&旗本退屈男（2008年6月19日発売）
  - みんなで読書DS なるほど!楽しい生活の裏ワザ隠ワザ（2010年5月20日発売）
- 面接の達人 転職編（発売元：サクセス、2007年10月25日発売）
- 目指せ!全国大会!! レッツ!ブラス!!（発売元：マイルストーン、2008年4月24日発売）
- わくわくDS1ねんせい（発売元：新学社、2007年12月20日発売）

#### DSiウェア 配信ソフト
- ACTシリーズ単語帳（発売元：デジタル・メディア・ラボ）
  - ACTシリーズ単語帳 日英編（2010年1月27日配信開始）
  - ACTシリーズ単語帳 日韓編（2010年1月27日配信開始）
  - ACTシリーズ単語帳 日中編（2009年11月11日配信開始）
- あなたの級をチェック!漢検ミニテスト（発売元：アイイーインスティテュート、2010年12月22日配信開始）
- インチワーム アニメーション（発売元：アークシステムワークス、2013年6月12日配信開始）
- 写して実感!ダイエットメモ（発売元：バンダイナムコゲームス、2009年8月5日配信開始）
- おてがる写真メモ（発売元：甲南電機製作所、2010年11月4日配信開始）
- クイズ学習ソフトシリーズ（発売元：アイイーインスティテュート）
  - 書き取り歴史小学生（2011年7月13日配信開始）
  - 公民クイズ小学生（2011年8月3日配信開始）
  - 熟語クイズ（2011年9月14日配信開始）
  - 地理クイズ小学生（2011年8月10日配信開始）
- 眺めるだけで賢くなれる!もじぴったんしりとり時計（発売元：バンダイナムコゲームス、2009年2月25日配信開始）
- 国旗わーるどまっぷシリーズ（発売元：アイエスピー）
  - 〜せかいたんけん〜国旗わーるどまっぷ（2009年12月9日配信開始）
  - 〜せかいたんけん〜国旗わーるどまっぷ2012（2012年7月11日配信開始）
  - 〜せかいたんけん〜国旗わーるどまっぷ3（2013年8月28日配信開始）
- すくすくネイティブ英語日記カレンダー（発売元：アイイーインスティテュート、2010年5月26日配信開始）
- 速練計算シリーズ（発売元：アイイーインスティテュート）
  - 速練計算しょうがく1ねんせい（2010年9月22日配信開始）
  - 速練計算小学2年生（2010年9月29日配信開始）
  - 速練計算小学3年生（2010年11月4日配信開始）
  - 速練計算小学4年生（2010年11月4日配信開始）
  - 速練計算小学5年生（2010年12月15日配信開始）
  - 速練計算小学6年生（2011年1月12日配信開始）
  - 速練計算難問編（2011年4月13日配信開始）
- ちょっとDS文学全集 世界の文学20（発売元：任天堂、2009年2月25日配信開始）
- 電卓+TCG用ツール デュエル電卓カスタム（発売元：タスケ、2009年9月30日配信開始）
- はじめての もじれんしゅう（発売元：甲南電機製作所、2010年7月7日発売）
- プチコンシリーズ（発売元：スマイルブーム）
  - プチコン（2011年3月9日配信開始）
  - プチコンmkII（2012年3月14日配信開始）
- リズミックス レトロビッツ（発売元：アークシステムワークス、2012年12月12日配信開始）

## ソニー・コンピュータエンタテインメント ハード
PlayStation・PlayStation 2・PlayStation 3・PlayStation 5には該当ソフトが存在しない。

### PlayStation 4

#### PlayStation 4 ダウンロードソフト
- カラオケ＠DAM（発売元：第一興商、2016年11月25日配信開始）

### PlayStation Vita
- 数学力王シリーズ（発売元：メディア・ファイブ）
  - 数学力王 上級 中3レベル（2013年5月30日発売）
  - 数学力王 初級 中1レベル（2013年5月30日発売）
  - 数学力王 中級 中2レベル（2013年5月30日発売）
- ネクレボシリーズ（発売元：メディア・ファイブ）
  - TOEIC TEST 実践特訓（2012年3月22日発売）
  - TOEIC TEST 実践特訓2（2013年4月25日発売）
  - 内定!就活完全対策 ES・SPI・面接（2013年10月31日発売）
  - ネクレボ FP技能検定試験2級（2012年7月26日発売）
  - ネクレボ FP技能検定試験3級（2012年7月26日発売）
  - ネクレボ ITパスポート試験（2012年6月28日発売）
  - ネクレボ 英検（2013年8月29日発売）
  - ネクレボ 英文法 徹底特訓（2012年4月26日発売）
  - ネクレボ 応用情報技術者試験（2012年6月28日発売）
  - ネクレボ 介護福祉士試験（2012年10月25日発売）
  - ネクレボ 基本情報技術者試験（2012年6月28日発売）
  - ネクレボ 行政書士試験（2012年5月31日発売）
  - ネクレボ ケアマネジャー試験（2013年6月27日発売）
  - ネクレボ 社会福祉士試験（2012年9月27日発売）
  - ネクレボ 社労士試験（2013年2月21日発売）
  - ネクレボ 情報セキュリティスペシャリスト・ネットワークスペシャリスト試験（2012年8月23日発売）
  - ネクレボ 宅建試験（2012年8月23日発売）
  - ネクレボ 中小企業診断士試験1（2013年2月7日発売）
  - ネクレボ 中小企業診断士試験2（2013年2月7日発売）
  - ネクレボ 秘書検定試験（2013年5月30日発売）

#### PlayStation Vita ダウンロードソフト
- ネクレボ 宅建試験2015（発売元：メディア・ファイブ、2014年5月22日配信開始）
- マル合格! 宅建試験 平成27年度版（発売元：メディア・ファイブ、2015年8月20日配信開始）

### PlayStation Portable
- プロアトラストラベルガイド（発売元：エディア、2006年8月9日発売）
- MAPLUSシリーズ（発売元：エディア）
  - MAPLUS ポータブルナビ（2006年12月14日発売）
  - MAPLUS ポータブルナビ2（2007年12月20日発売）
  - MAPLUS ポータブルナビ3（2009年9月10日発売）
- マル合格奪取!シリーズ（発売元：メディア・ファイブ）
  - マル合格資格奪取! FP技能検定試験2級 ポータブル（2011年11月23日発売）
  - マル合格資格奪取! FP技能検定試験3級 ポータブル（2011年11月23日発売）
  - マル合格資格奪取! ITパスポート試験 ポータブル（2011年9月1日発売）
  - マル合格資格奪取! TOEIC TEST ポータブル（2012年3月22日発売）
  - マル合格資格奪取! 応用情報技術者試験 ポータブル（2011年9月8日発売）
  - マル合格資格奪取! 基本情報技術者試験 ポータブル（2011年9月8日発売）
  - マル合格資格奪取! ケアマネジャー試験 ポータブル（2012年5月31日発売）
  - マル合格資格奪取! 社労士試験 ポータブル（2011年12月22日発売）
  - マル合格資格奪取! 証券外務員試験 ポータブル（2012年5月17日発売）
  - マル合格資格奪取! 宅建試験 ポータブル（2012年2月23日発売）
  - マル合格資格奪取! 中小企業診断士試験1 ポータブル（2012年1月26日発売）
  - マル合格資格奪取! 中小企業診断士試験2 ポータブル（2012年1月26日発売）
- みんなで読書シリーズ（発売元：ドラス）
  - みんなで読書 名作&推理&怪談&文学（2008年7月3日発売）
  - みんなで読書 ケータイ小説ですぅ〜（2008年10月23日発売）
- みんなの地図シリーズ（発売元：ゼンリン）
  - みんなの地図（2006年4月20日発売）
  - みんなの地図2（発売元：ゼンリン、2007年4月26日発売）
  - みんなの地図2 地域版 中日本編（収録エリア：中部、近畿）（2007年8月9日発売）
  - みんなの地図2 地域版 西日本編（収録エリア：中国、四国、九州）（2007年8月9日発売）
  - みんなの地図2 地域版 東日本編（収録エリア：北海道、東北、関東）（2007年8月9日発売）
  - みんなの地図3（発売元：ゼンリン、2008年4月24日発売）
  - みんなのナビ（発売元：ゼンリン、2009年11月5日発売）

#### PlayStation Store 配信ソフト
- x-Radar Portable（発売元：ソニーマーケティング、2010年1月25日配信開始）
- 美人時計ポータブル（発売元：ヒューネックス、2010年8月10日配信開始）

## マイクロソフト ハード
Xbox・Xbox 360・Xbox One・Xbox Series X/Sには該当ソフトが存在しない。

## セガ ハード
ドリームキャストには該当ソフトが存在しない。